# 下田謙治
下田 謙治（しもだ けんじ、1915年1月2日 - 1985年1月17日）は、日本の経営者。

## 経歴
東京都出身。1937年に東京帝国大学法学部法律学科を卒業し、同年に日本銀行に入行。金沢支店長、計理局長、国庫局長を歴任。1965年5月に退職し、積水化学工業専務に就任した。1969年5月に副社長に就任し、1971年5月には社長に昇格した。1973年5月に取締役相談役に就任し、1979年6月から相談役を務めた。
1985年1月17日結腸がんのために死去。70歳没。